# Death Angel
Death Angel ist eine US-amerikanische Thrash-Metal-Band aus der San Francisco Bay Area.

## Geschichte
Die Band wurde 1982 von Rob Cavestany (Leadgitarre, Gesang), Andy Galeon (Schlagzeug), Dennis Pepa (Bass) und Gus Pepa (Rhythmusgitarre) gegründet. Mark Osegueda stieß 1984 als Sänger zur Band, nachdem er bereits als Roadie für Death Angel tätig war. Alle damaligen Bandmitglieder sind miteinander verwandt und stammen von den Philippinen.
Das erste Demo-Tape aus dem Jahr 1983 war noch stark von der NWOBHM geprägt. Andy Galeon war erst 14 Jahre alt, als die Band im Jahre 1986 ihr zweites Demo-Tape mit dem Namen Kill as One aufnahm, das von Metallica-Gitarrist Kirk Hammett produziert wurde und mit welchem die Band sich deutlich in Richtung Thrash-Metal orientierte. Ein Jahr später wurde auf dem Label Enigma Records das Debütalbum The Ultra-Violence veröffentlicht, das die Band als versierte Instrumentalisten und innovative Songschreiber zeigt. Im Jahre 1988 erschien Frolic Through the Park, das den Erfolg des Debüts bestätigt und Einflüsse von Funk und Hardcore aufweist. Das Video zur Single Bored wurde zum Erfolg und brachte Death Angel einen Plattenvertrag mit Geffen Records ein. Das dritte Album, Act III, war zwar bei den Kritikern ebenso beliebt wie die Vorgänger, verkaufte sich aber mangels Förderung durch das Label in den USA und Europa kaum, wurde jedoch in Asien recht erfolgreich. Auf Act III sind auch Einflüsse diverser anderer Musikrichtungen zu hören, was die Genre-Grenzen des Thrash Metal ausweitete und das Album noch anspruchsvoller als seine Vorgänger machte.

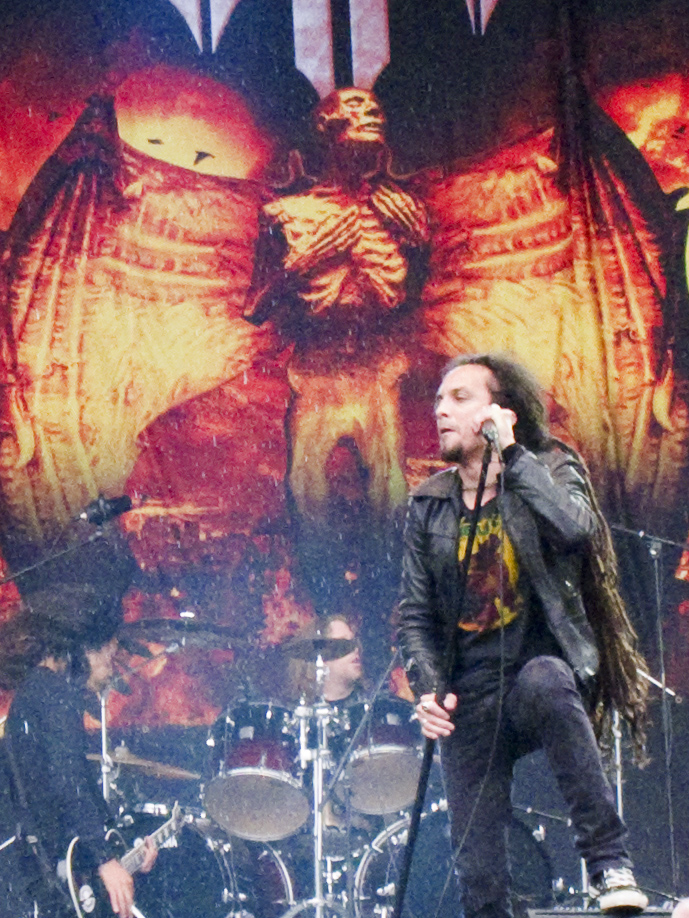
Mark Osegueda

Bevor die Band ihr drittes Album in Europa und den USA live spielen und so promoten konnte, verunglückte der Tourbus der Band in der Wüste von Arizona, wobei sich Schlagzeuger Andy Galeon schwer verletzte und ein Jahr brauchte, um sich zu erholen. Während der Zwangspause des Schlagzeugers verließ Sänger Mark Osegueda die Band, um ein Leben abseits der Musik zu führen.
Die verbliebenen Mitglieder beschlossen, Death Angel aufzulösen und stattdessen die Band The Organization zu gründen, wobei Lead-Gitarrist Rob Cavestany den Gesang übernahm (für den er bereits in der Frühzeit von Death Angel schon einmal zuständig war). Das Label veröffentlichte nachträglich noch das Live-Album Fall from Grace, was aber ohne großen Einfluss der Band geschah. The Organization veröffentlichte zwei Alben: The Organization und Savor the Flavor und ging u. a. mit Rob Halford und Motörhead auf Tour.
Nachdem sich The Organization im Jahr 1995 aufgelöst hatte, gingen die Bandmitglieder verschiedenen Soloprojekten nach, z. B. Swarm mit Rob Cavestany, Andy Galeon und dem zum Mikrofon zurückgekehrten Mark Osegueda. Swarm tourte mit Jerry Cantrell im Jahre 2001 durch die USA. Ebenfalls im Jahr 2001 spielten Death Angel in Originalbesetzung auf dem Thrash-of-the-Titans-Benefiz-Festival für den krebskranken Sänger Chuck Billy von Testament. Nach diesem Auftritt rissen sich mehrere Plattenfirmen um die Band, die ein neues Album von Death Angel wollten. Die Band spielte einige Konzerte in den USA und ging mit Anthrax und Metallica auf Tour. Anschließend kamen Death Angel zusammen mit Testament auf die No-Mercy-Festivals-Tour nach Europa, wobei sie ein neues Album für das Frühjahr 2004 ankündigten. Vor Veröffentlichung des neuen Albums kam die Band noch einmal zurück nach Deutschland, um mit der dänischen Band Mnemic sowie mit Disbelief und Darkane zu touren.

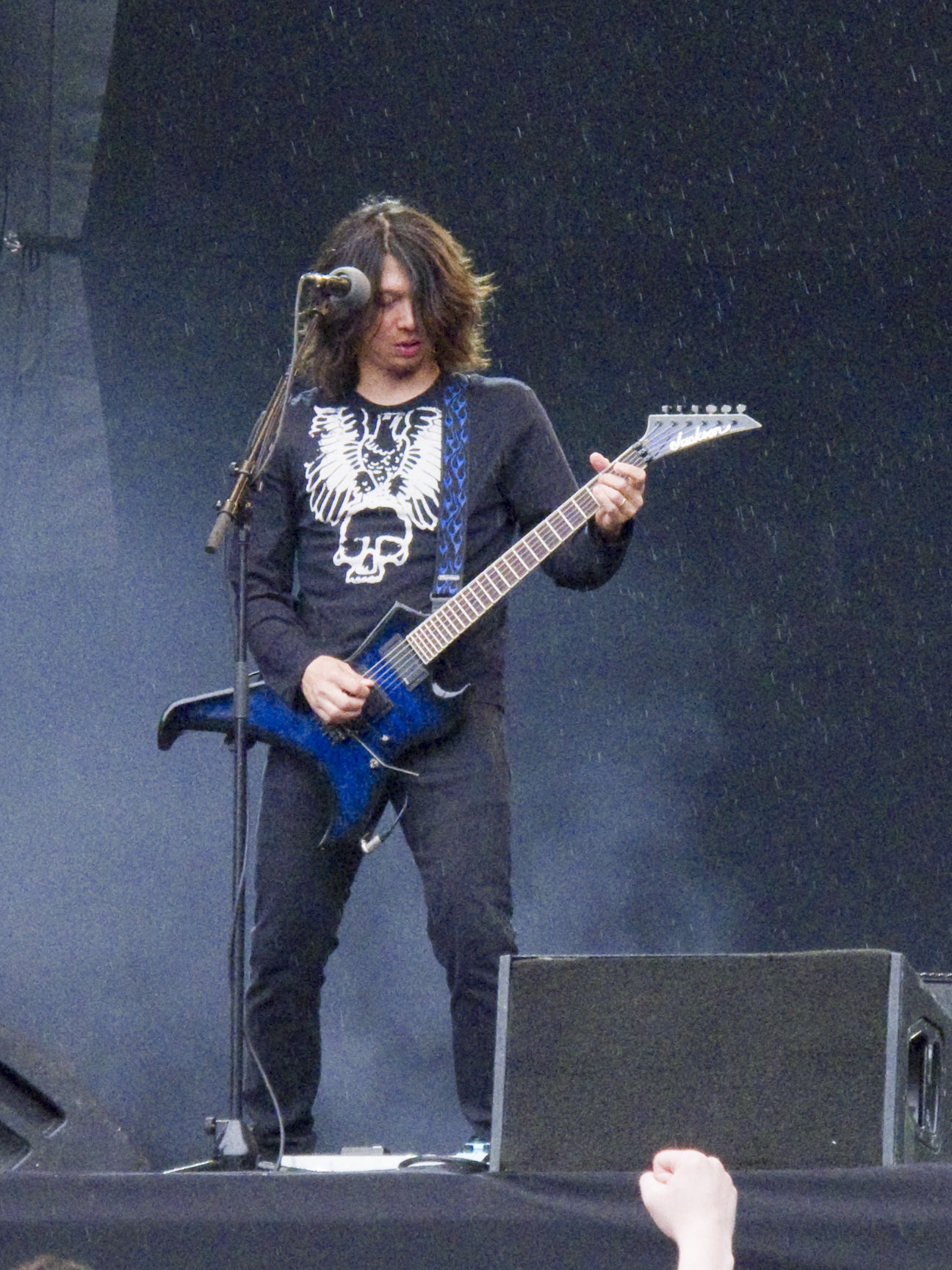
Rob Cavestany

Schließlich erschien im April 2004 unter großem Erwartungsdruck das neue Album The Art of Dying bei Nuclear Blast. Das Album bekam zwar recht gute Kritiken, bleibt jedoch etwas hinter den Erwartungen zurück, da es sehr thrashlastig ist und die erwarteten Experimente vermissen ließ.
Am 26. Februar 2008 erschien das Album Killing Season, dem in den Sommermonaten eine ausgedehnte Tour folgte. Im Oktober 2008 gab der langjährige Bassist und Mitbegründer Dennis Pepa seinen Ausstieg aus der Band bekannt, da er nach musikalischer Veränderung strebte und sich neue Möglichkeiten erschließen wollte. Die Trennung lief laut Aussagen der Band komplett friedlich ab. Am 10. Januar 2009 wurde mit Sammy Diosdado der neue Bassist vorgestellt. Diosdado spielt gemeinsam mit Death-Angel-Sänger Mark Osegueda bei den All Time Highs und in der Hardcore-Band The Sick. Allerdings wurde Diosdado bereits Ende 2009 gegen den Scarecrow-Bassisten Damien Sisson ausgetauscht. Zuvor hatte auch Original-Schlagzeuger Andy Galeon die Band verlassen, um sich mehr um seine Kinder kümmern zu können. Sein Ersatz ist der Vicious-Rumors-Drummer Will Caroll.
Im September 2010 erschien das Album Relentless Retribution. Das Album The Dream Calls for Blood erschien in Europa am 11. Oktober und in Nordamerika am 15. Oktober 2013. Eine Tour mit Dew-Scented und Extrema durch Europa folgte. Danach tourte die Band mit Children of Bodom durch Amerika.
Im Mai 2016 veröffentlichte die Band The Evil Divide. Fast genau drei Jahre später, im Mai 2019, erschien Humanicide, mit dem sich die Band erstmals in Deutschland in den Top 20 platzieren konnte. Mit dessen Titelsong wurde die Band im November 2019 erstmals für den Grammy Award for Best Metal Performance nominiert.

## Bandmitglieder

Death Angel live auf dem Metal Frenzy 2018 in Gardelegen
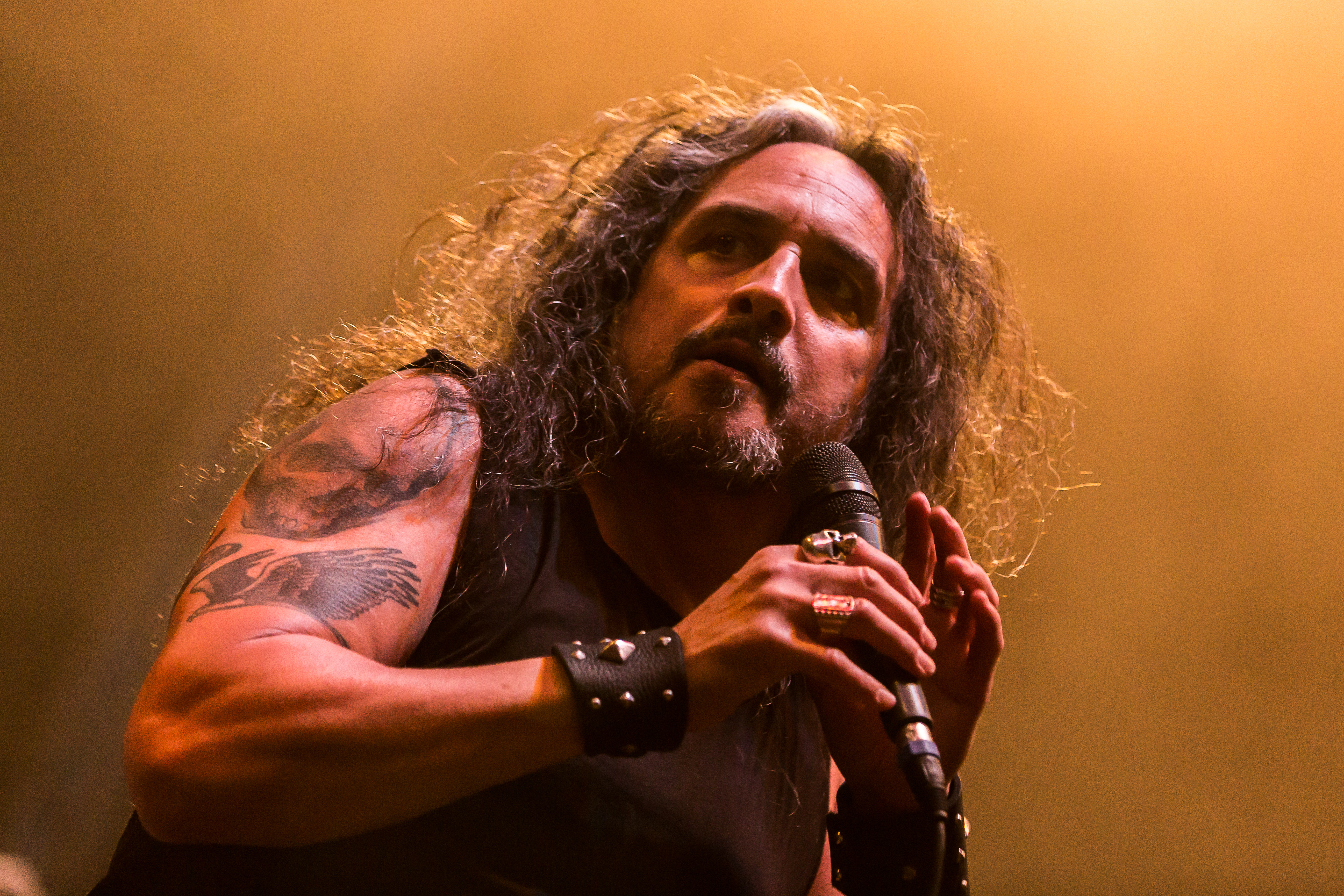
Sänger Mark Osegueda
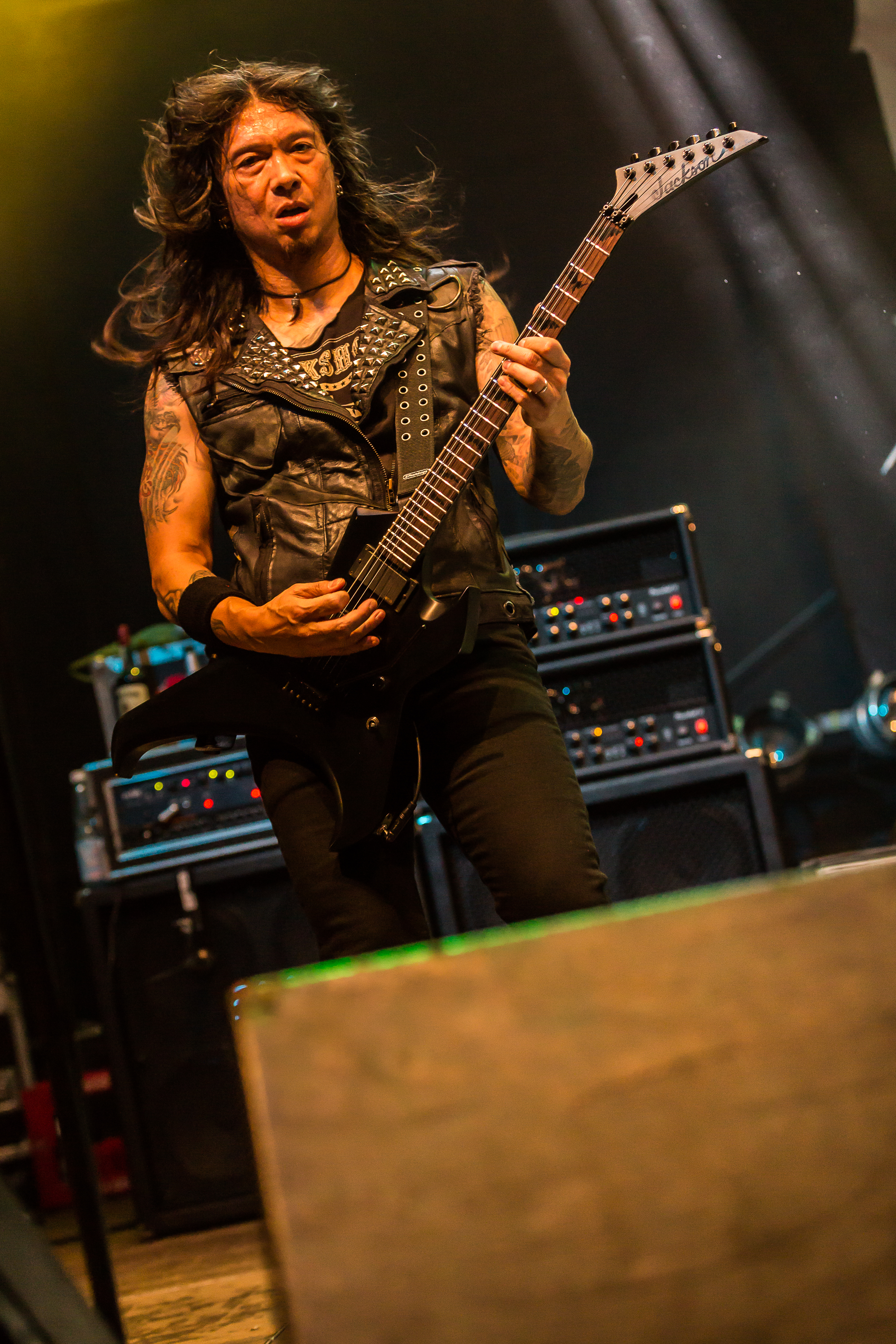
Gitarrist Rob Cavestany
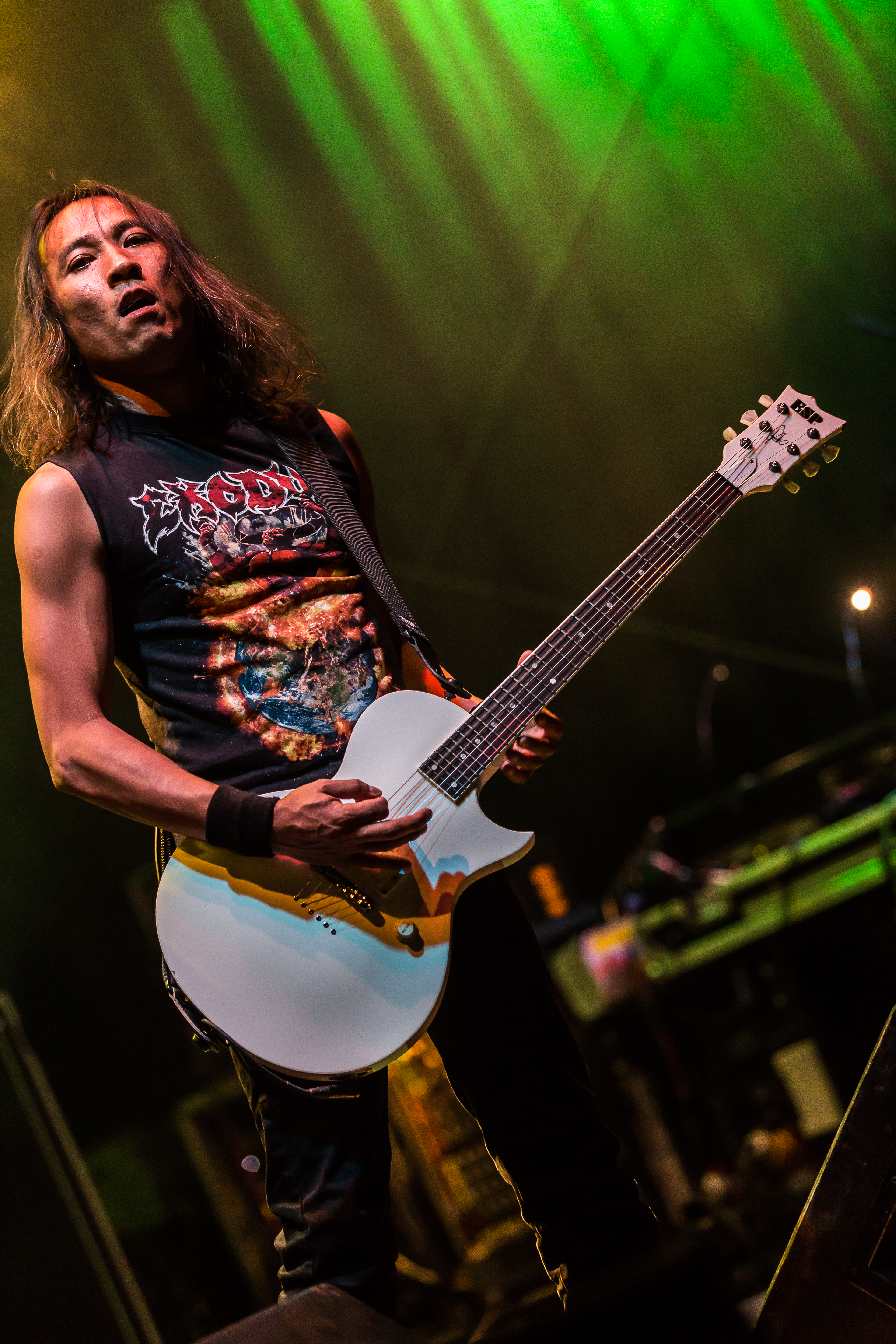
Gitarrist Ted Aguilar
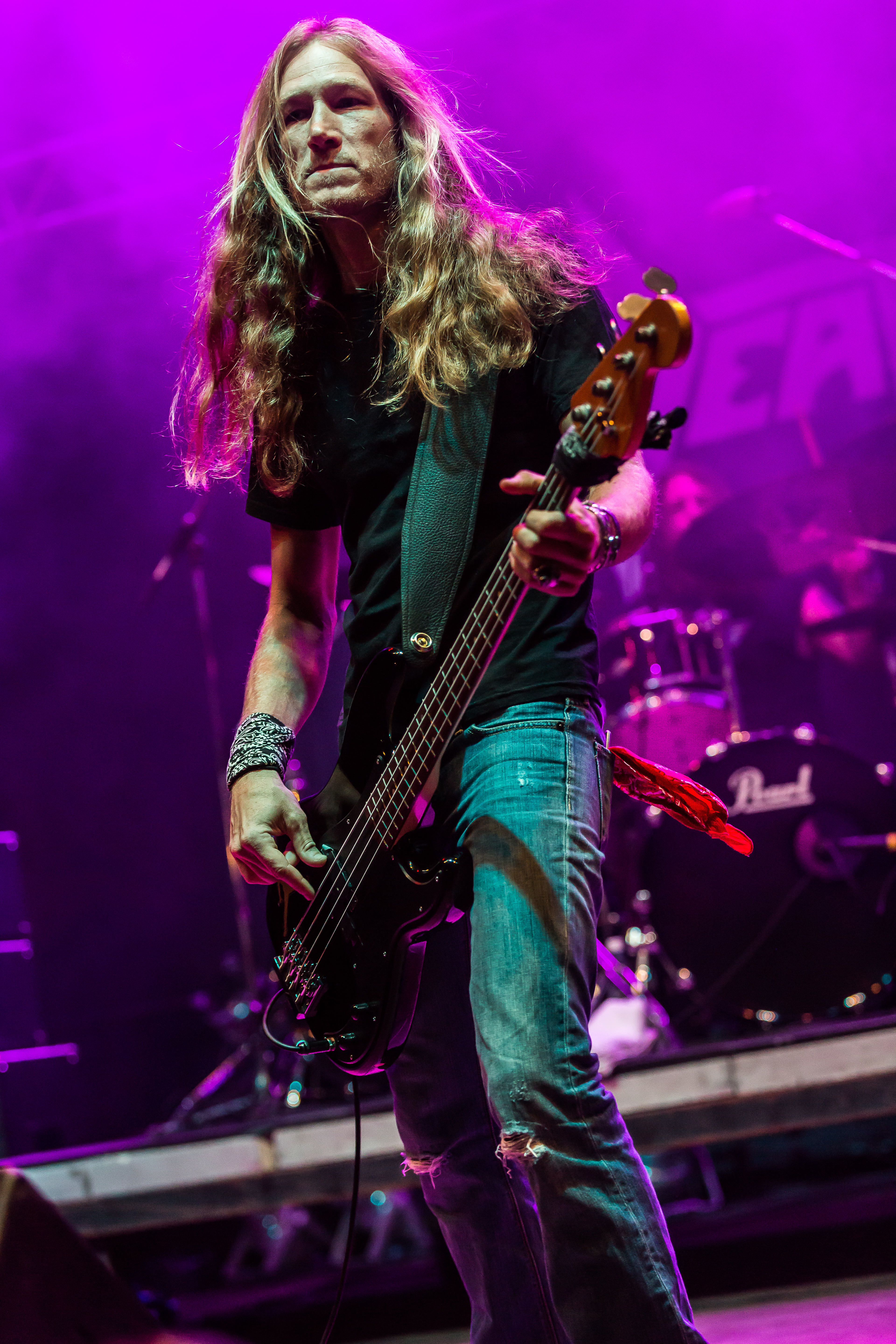
Bassist Damien Sisson
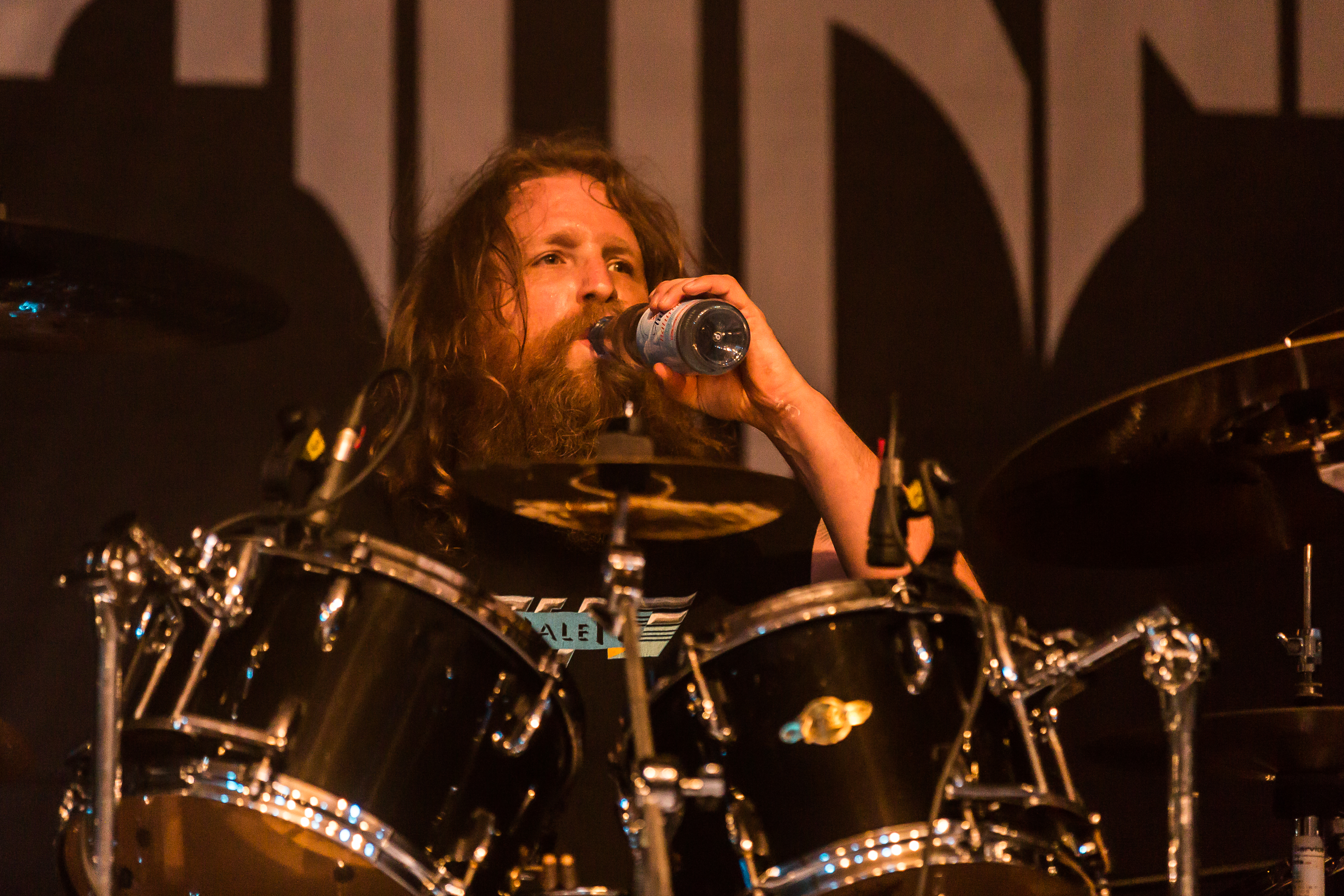
Schlagzeuger Will Carroll

## Diskografie

### Alben
| Jahr | Titel Musiklabel                        | Höchstplatzierung, Gesamtwochen, AuszeichnungChartplatzierungen (Jahr, Titel, Musiklabel, Platzierungen, Wochen, Auszeichnungen, Anmerkungen) | Höchstplatzierung, Gesamtwochen, AuszeichnungChartplatzierungen (Jahr, Titel, Musiklabel, Platzierungen, Wochen, Auszeichnungen, Anmerkungen) | Höchstplatzierung, Gesamtwochen, AuszeichnungChartplatzierungen (Jahr, Titel, Musiklabel, Platzierungen, Wochen, Auszeichnungen, Anmerkungen) | Höchstplatzierung, Gesamtwochen, AuszeichnungChartplatzierungen (Jahr, Titel, Musiklabel, Platzierungen, Wochen, Auszeichnungen, Anmerkungen) | Anmerkungen                              |
| Jahr | Titel Musiklabel                        | DE | CH | AT | US | Anmerkungen                              |
| ---- | --------------------------------------- | --- | --- | --- | --- | ---------------------------------------- |
| 1987 | The Ultra-Violence Enigma Records       | — | — | — | — | Erstveröffentlichung: 23. April 1987     |
| 1988 | Frolic Through the Park Enigma Records  | — | — | — | US143 (11 Wo.)US | Erstveröffentlichung: 5. Juli 1988       |
| 1990 | Act III Geffen Records                  | — | — | — | — | Erstveröffentlichung: 10. April 1990     |
| 2004 | The Art of Dying Nuclear Blast          | — | — | — | — | Erstveröffentlichung: 4. Mai 2004        |
| 2008 | Killing Season Nuclear Blast            | DE59 (1 Wo.)DE | — | — | — | Erstveröffentlichung: 26. Februar 2008   |
| 2010 | Relentless Retribution Nuclear Blast    | DE45 (1 Wo.)DE | CH70 (1 Wo.)CH | — | — | Erstveröffentlichung: 14. September 2010 |
| 2013 | The Dream Calls for Blood Nuclear Blast | DE59 (1 Wo.)DE | — | — | US72 (1 Wo.)US | Erstveröffentlichung: 11. Oktober 2013   |
| 2016 | The Evil Divide Nuclear Blast           | DE37 (1 Wo.)DE | CH40 (1 Wo.)CH | AT64 (1 Wo.)AT | US98 (1 Wo.)US | Erstveröffentlichung: 27. Mai 2016       |
| 2019 | Humanicide Nuclear Blast                | DE19 (1 Wo.)DE | CH21 (1 Wo.)CH | AT46 (1 Wo.)AT | — | Erstveröffentlichung: 31. Mai 2019       |

### Demos
- 1983: Heavy Metal Insanity
- 1986: Kill as One

### Livealben
- 1990: Fall from Grace
- 2009: Sonic German Beatdown – Live in Germany
- 2015: The Bay Calls For Blood – Live in San Francisco
- 2021: The Bastard Tracks

### Kompilationen
- 2005: Archives & Artifacts

### Videoalben
- 2009: Sonic German Beatdown – Live in Germany
- 2015: A Thrashumentary